# Ammiccamento

Ammiccamento

L'ammiccamento  in campo medico è la chiusura involontaria e veloce delle palpebre seguito dalla riapertura delle stesse.

## Tipologia
Il riflesso di ammiccamento è quando l'ammicamento  è dovuto all'avvicinarsi di un oggetto all'occhio, come meccanismo di difesa incontrollabile dell'essere umano.
L'ammicamento mandibolare, chiamato anche fenomeno di Marcus-Gunn, è una forma particolare, in cui occhio e mandibola sono collegate.